# Капітан «Старої черепахи» (фільм)
«Капітан „Старої черепахи“» (рос. «Капитан „Старой черепахи“») — український радянський художній фільм 1956 року режисерів Всеволода Вороніна та Генриха Габая за мотивами однойменної повісті Л. Линькова.

## Сюжет
Про важку боротьбу з контрреволюційним підпіллям на півдні країни в перші роки Радянської влади.

## У ролях
- Юрій Саранцев — Андрій
- Анатолій Ігнатьєв — Сіма
- Наталя Фатєєва — Катя
- Євген Ташков — Рєпьєв
- Микола Бармін — Голова ГубНК
- Володимир Балашов — Секретар Губкому
- Сергій Юртайкін — Стьопа
- Леонід Чініджанц — годинникар
- Георгій Домбровський — Жора-Язва
- Юрій Савельєв — Опанас
- В. Лавров — Антос
- В епізодах: О. Ігнатьєва, В. Карасьов, Ю. Котов, Ю. Кротенко, Б. Мошанський, К. Половодов, В. Соловей, Е. Сумська, П. Тюпа та ін.

## Творча група
- Сценарій: Лев Линьков
- Режисери-постановники: Всеволод Воронін, Генрих Габай
- Оператор-постановник: Георгій Хольний
- Художник-постановник: Б. Ільюшин
- Композитор: Юрій Щуровський
- Режисер: М. Бердичевський
- Звукооператор: Г. Коненкін
- Оператор комбінованих зйомок: Георгій Шуркін
- Директор картини: В. Дмітрієв